# Hary Tanoesoedibjo
Hary Tanoesoedibjo (ur. 26 września 1965 w Surabai) – indonezyjski przedsiębiorca i polityk; założyciel grupy mediowej Media Nusantara Citra (MNC).
Jego majątek szacowany był w 2013 r. na 1,7 mld USD.